# خايرول فهمى شي مات
خايرول فهمى شي مات (7 يناير 1989 بكوتا بهارو في ماليزيا - ) هو لاعب كرة قدم ماليزي في مركز حراسة المرمى. شارك مع منتخب ماليزيا تحت 23 سنة لكرة القدم ومنتخب ماليزيا لكرة القدم وMalaysia League XI ‏. أما مع النوادي، فقد لعب مع نادي كلنتن وHarimau Muda ‏.

## وصلات خارجية
- خايرول فهمى شي مات على موقع قاعدة بيانات كرة القدم.إي يو (الإنجليزية)
- خايرول فهمى شي مات على موقع ناشيونال فوتبول تيمز (الإنجليزية)
- خايرول فهمى شي مات على موقع Soccerway.com (الإنجليزية)